# Scandale de Teijin

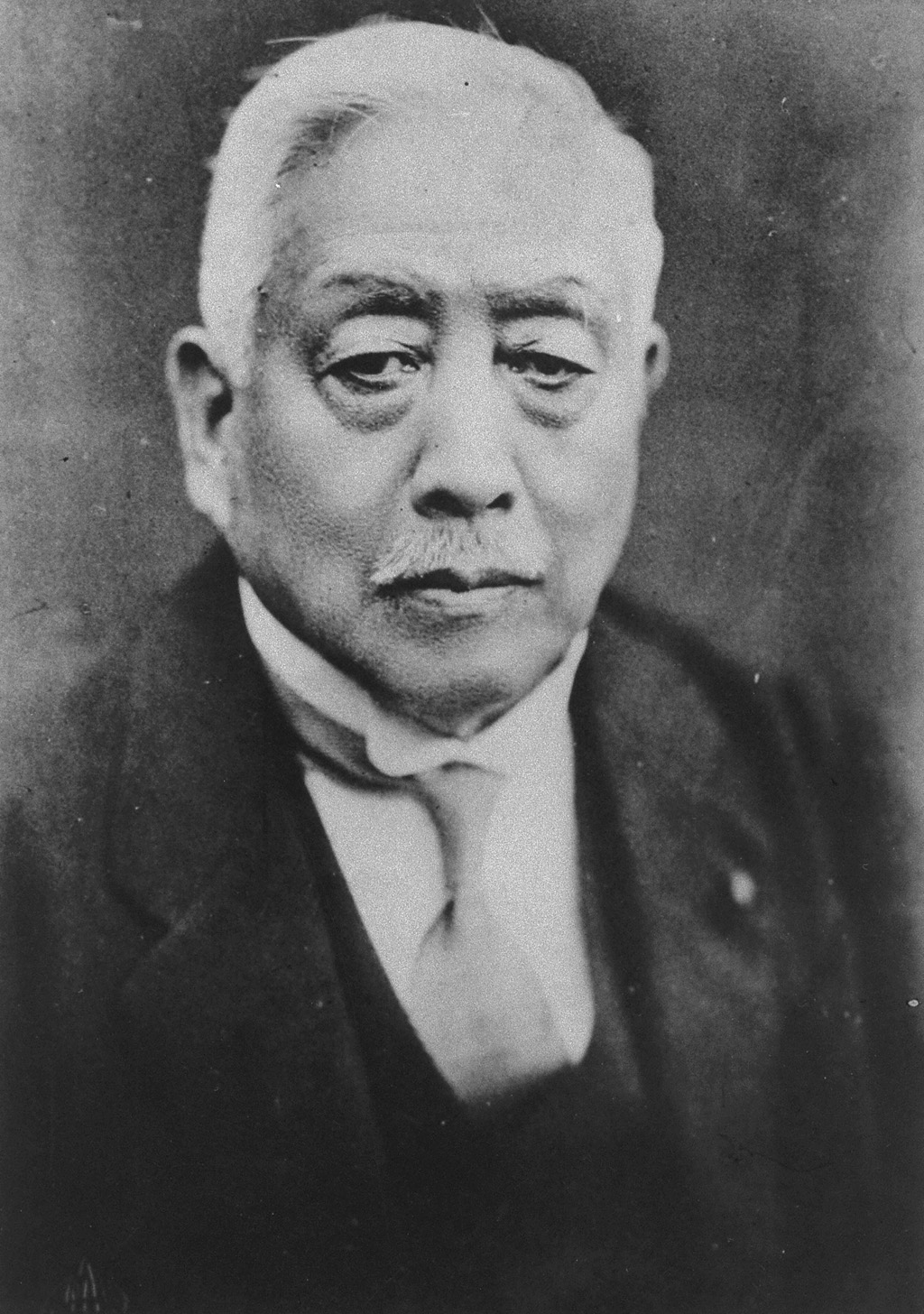
Saitō Makoto.

Le scandale de Teijin (帝人事件, Teijin jiken, lit. « incident de Teijin ») est un scandale politique qui s'est déroulé au Japon en 1934 et qui provoqua la chute du gouvernement de Saitō Makoto.

## Histoire et contexte
En juin 1933, un groupe de jeunes investisseurs, le Banchokai, achète 100 000 actions de l'entreprise de textile Teijin à la banque de Taïwan (en) au prix de 125 yen l'unité. La valeur du stock augmente ensuite progressivement et atteint 200 yen à la fin de l'année et des rumeurs commencent à apparaître dans les journaux prétendant que le Banchokai avait réussi à manipuler le marché.
Se basant sur cette rumeurs sans fondements, des officiels d'extrême-droite du ministère japonais de la Justice accusent le ministère des Finances et le gouvernement du premier ministre Saitō d'avoir conspiré avec la banque de Taïwan pour permettre au Banchokai d'acheter des actions à un prix artificiellement bas en échange de pots-de-vin. En avril 1934, le ministère de la Justice ordonne l'arrestation du vice-ministre des Finances, du directeur de la banque de Taïwan et du président de Teijin. À la nouvelle que plusieurs de ses ministres devaient encore être arrêté, le premier ministre Saitō Makoto dissout le gouvernement le 3 juillet 1934. Peu de temps après, 13 officiels sont arrêtés et inculpés de corruption.

## Conséquences
Après un long procès, les 16 accusés sont tous innocentés et l'ensemble des transactions boursières portant sur les actions de Teijin s'avèrent exemptes d'irrégularités fiscales. Le public japonais conserve cependant une forte impression de corruption au plus haut niveau du gouvernement et de la finance ce qui ébranla la confiance envers la démocratie libérale et le système du capitalisme. Cette impression fut encouragée par le parti d'extrême-droite Kokuhonsha, dirigé par Hiranuma Kiichirō, qui fut le procureur en chef du procès. Indirectement, le scandale de Teijin contribua à une montée de la violence et des attaques terroristes des sociétés secrètes comme la Sakurakai ou la ligue du sang contre des personnalités de la politique ou de la finance. Il contribua également à provoquer des tentatives de coup d'État, comme l'incident du 26 février contre la corruption supposée du gouvernement civil.

## Sources
- (en) Cet article est partiellement ou en totalité issu de l’article de Wikipédia en anglais intitulé « Teijin Incident » (voir la liste des auteurs).